# Ringsebølle Sogn
Ringsebølle Sogn var et sogn i Maribo Domprovsti (Lolland-Falsters Stift).
Ringsebølle Sogn, der hørte til Fuglse Herred i Maribo Amt, var i 1800-tallet anneks til Rødby Sogn. Ringsebølle sognekommune blev ved kommunalreformen i 1970 indlemmet i Rødby Kommune, der ved strukturreformen i 2007 indgik i Lolland Kommune.
1. december 2024 blev sognet indlemmet i Rødby Sogn
I Ringsebølle Sogn ligger Ringsebølle Kirke.
I sognet findes følgende autoriserede stednavne:
- Lundegårde (bebyggelse)
- Ringsebølle (bebyggelse, ejerlav)
- Skovsmose (bebyggelse)